# Roger Holzberg
Roger Holzberg est un réalisateur et scénariste américain.

## Filmographie
- 1988 : Midnight Crossing
- 1989 : Un intrus dans la ville (Paint It Black) coréalisé avec Tim Hunter
- 2008 : The Magic 7 (TV)